# Archidiecezja Kisangani
Archidiecezja Kisangani – diecezja rzymskokatolicka  w Demokratycznej Republice Konga. Powstała w 1904 jako prefektura apostolska Wodospadów Stanleya. W 1908 promowana do rangi wikariatu apostolskiego- od 1949 pod nazwą wikariat Stanleyville. W 1959 podniesiona do rangi archidiecezji. Pod obecną nazwą od 1966.

## Biskupi diecezjalni
- Émile-Gabriel Grison,  † (1904–1933)
- Camille Verfaillie, S.C.I. † (1934–1958)
- Nicolas Kinsch, S.C.I. † (1958–1967)
- Augustin Fataki Alueke † (1967–1988)
- Laurent Monsengwo Pasinya (1988–2007)
- Marcel Utembi, od 2008